# Ridder
 For alternative betydninger, se Ridder (flertydig). (Se også artikler, som begynder med Ridder)
En ridder var en kriger til hest. Han blev også et ikon for den periode i Europas historie, der kaldes middelalderen. Ridderne var især i højmiddelalderen langt den stærkeste militære enhed, og de nød en tilsvarende status. Helt frem til omkring år 1000 blev ridderen ikke opfattet som andet end en simpel professionel soldat til hest, men i løbet af det følgende århundrede udviklede de beredne krigere sig til en elitestyrke. Det var først efter år 1100, at en række særlige aristokratiske idealer – ridderidealer – udviklede sig, såsom dannelse, høflighed og storsindethed. Disse idealer kom til at præge og ophøje denne krigertype, og de lever stadig i dag i ordene "ridderlig" og "ridderlighed". På dansk fik denne soldatertype betegnelsen "ridder" eller "knægt", begge låneord fra tysk ("Ritter", "Knecht").

## Riddervæsnets oprindelse
Det var en række teknologiske og samfundsmæssige forandringer i middelalderen, der skabte en helt ny samfundsklasse, og flere innovationer inden for udstyr og taktik gjorde rytterne til en formidabel slagkraftig enhed. Men det krævede enorme ressourcer at udruste denne krigertype og mange år at træne ham, og kun de rigeste fyrster havde mulighed for at finansiere en sådan styrke.

### Teknologisk baggrund
Den vigtigste teknologiske forudsætning for riddervæsnet var stigbøjlen. Uden den faldt rytteren nemt af, hvis han prøvede at slå ud efter nogen med et sværd eller stikke med et spyd. I Indien findes der meget gamle afbildninger af ryttere med storetåen i en lille løkke af reb. Den moderne stigbøjle af metal blev først brugt af rytterfolk i Centralasien, og det er her, udviklingen af den teknologi, der var grundlaget for middelalderens riddertype, begyndte.
Et af disse centralasiatiske folkeslag var sarmaterne, der i begyndelsen af 2. århundrede var i konflikt med Romerriget ved Donau. De brugte stigbøjler, sadler og lanser og var iklædt (skæl)panser fra top til tå. Romerne anerkendte deres militære styrke og hvervede bl.a. i 175 5.500 sarmatiske alaner, der skulle være tungt kavaleri ved nordgrænsen i Britannien. Romerne kaldte den sarmatiske kavaleri cataphractarii, et navn der formodentlig er afledt af deres skælpanser. Det tunge rytteri blev nu et vigtigt element i den romerske hær.
Da hunnerne vandrede vestpå og satte skub i en lang række folkevandringer, der vendte op og ned på Romerriget, sluttede en del af sarmaterne sig til visi- og ostrogoterne, der kæmpede sejrrigt mod romerne og i sidste ende grundlagde deres egne kongeriger i hhv. Sydfrankrig og Italien. Især slaget ved Adrianopel 378 e.Kr., hvor kejser Valens blev slået af en gotisk hær med alanske ryttere, var afgørende; slaget regnes for ridderens indtog i Europas militærhistorie.[kilde mangler]

### Samfundsmæssig baggrund
Den vestlige del af Romerriget gik i opløsning ved overgangen fra antikken til middelalderen. I stedet opstod en række kongeriger, hvor diverse "barbarer" (ikke-romerske dynastier) organiserede sig i et hierarkisk system, ofte baseret på deres erfaringer som lejetropper i romernes grænsehær. Hærføreren eller kongen var overhoved, og under ham uddelegeredes magten og jorden til officerer. Romerhærens officersbetegnelse dux er fx endt som den adelige titel, hertug. I disse kongeriger findes rødderne til den samfundsform, der siden blev den feudale, som byggede på personlige edsbånd mellem kongen og adelen.
Middelalderen kaldes med god grund riddertiden. Ridderen var den vigtigste militære styrke, ridderen var den centrale figur i samfundet (kongens magt rakte ikke langt), og riddervæsnets fremkomst hang sammen med det feudale systems udvikling; det var ressourcekrævende at udruste en ridder. Det krævede træning at blive god til at slås til hest, og hesten skulle opdrættes til at bære ridderens vægt. Sværd og rustning krævede desuden den ypperste smedekunst; derfor var det kun var muligt for dem, der rådede over store jorder, at betale for en ridder. For ridderen var det nødvendigt at gå i tjeneste hos en person, da han umuligt selv kunne finansiere sit eget udstyr og træning. Som modydelse blev ridderen brugt af sin lensherre som magtmiddel.

## Ridderidealer
I 1100-tallet blev en række dyder knyttet til ridderen, der hidtil ikke havde været opfattet som andet end andre krigere. Nu spillede de en vigtig rolle i korstogsmytologien, og blev fremstillet som civilbefolkningens uselviske beskyttere. Ridderens selvopfattelse som høvisk, ædelmodig, kristen og guds kriger er bærer af middelalderens kultur. Baggrunden var, at kirken optog soldater i den gejstlige stand gennem Gudsfredsbevægelsen. Ridderne fik så høj status, at de adelsmænd, som hidtil havde stået over dem, begyndte at identificere sig med dem, og en ridder fik nu mulighed for at bevæge sig op i samfundshierarkiet; og endda blive indlemmet i den adelige sfære.

## Taktik og udrustning
Krig og kamp var i middelalderen en kærkommen lejlighed til at vinde hæder og ære - og krigsbytte. Det miljø, ridderen bevægede sig i, var ekstremt aggressivt, og krigen var en livsform. Pauserne mellem de hyppige krige blev brugt på træning, der med tiden udviklede sig til ridderturneringer, og til at lytte til sange, der hyldede krigen og heltegerninger.
I kamp var den klassiske taktik for rytteriet at ride frem i tæt formation, skulder ved skulder og med fældede lanser. Åbne slag mellem to ridderhære var dog sjældne, da udfaldet ofte var påvirket af tilfældigheder. I stedet var den foretrukne strategi en belejring af fjendens borge og plyndringstogter i baglandet for at svække hans kampvilje ved at fjerne forsyningerne.
En hær bestod i middelalderen af forskellige grupper. Kernetropperne var ridderne i mindre kontigenter; de var ledet af deres lensherre. Derudover var der ofte forskellige hjælpetropper, fx tvangsudskrevne bønder eller bueskytter. Fodfolket havde ikke samme status som ridderne, og de måtte tåle de største tab i slagene.

## Oplæring til ridder
I middelalderen kunne enhver fri mand blive ridder. En ridder skulle selv stille op med hest og rustning. Det var dyrt. Dertil kom, at han skulle oplæres til at blive ridder; det kostede også penge. Ridderne kom derfor som regel fra en adelig (eller rig) familie. Der udviklede sig i forskellige lande forskellige optagelsesritualer i ridderskabet. I Frankrig fx som beskrevet nedenfor, gjorde man en del ud af at holde en vigilie.
Oplæring til ridder foregik sådan: først blev man opdraget af sine forældre til at opføre sig på rette manér. Ved syvårs alderen blev man sendt til et fyrstehof for at arbejde som page. Pagen var tjener. Her blev man instrueret af hoffets damer i at opføre sig dannet. Man blev undervist i kristendom. Man lærte de grundlæggende jagt- og våbenteknikker og lærte at ride.
Når en ridder blev 14 år gammel, kunne han vælge sig en væbner, ridderens personlige tjener. Han sørgede for ridderens udstyr og hest. Ridderen oplærte væbneren i det, der skulle til for at blive ridder. Da væbneren blev ældre, fulgte han med ridderen i krig og hjalp ham, hvis han blev såret.
Når uddannelsen blev færdig omkring 18- 21 års alderen, blev han slået til ridder: Aftenen før gik væbneren ind i et kapel og bad til Gud hele natten (en vigilie). Om morgenen blev han badet (en rituel renselse) og iført en hvid skjorte, en guldtunika og en purpurfarvet kappe og slået til ridder af kongen eller en ridder, der handlede på kongens vegne. En væbner kunne også slås til ridder på slagmarken, hvis han havde kæmpet usædvanligt heltemodigt. I så fald ville en ridder slå ham på skulderen med sit sværd og udtale: Vær du ridder.[kilde mangler]

## Nye former efter krudtet
Da krudtet blev indført i 1300-tallet tog udviklingen af kanonen fat. Dette våben kunne skyde huller i feudaladelens borgmure og var for dyrt til, at andre end konger kunne bevæbne sig dermed. På slagmarken blev håndskydevåben, lange spyd og hellebarder en modvægt til det pansrede rytteri. Det førte til kongens sejr over adelen og til en centralisering af magten i hele Europa.
Samtidigt indstiftede de europæiske konger en række ridderordener, der skulle holde de gamle dyder i hævd. Desuden formaliseredes adelens rolle som samfundsklasse, skønt dens militære betydning er forbi.
Selv i vore dage lever "ridderen på den hvide hest" som et romantisk ideal om en modig og uegennyttig mand.